# ビラダカンス
ビラダカンス（カタルーニャ語: Viladecans, カタルーニャ語発音: [ˌbiləðəˈkans]）は、スペイン・カタルーニャ州バルセロナ県バッシュ・リュブラガート郡のムニシピ（基礎自治体）。2017年の人口は65,993人。

## 地理
バルセロナの中心市街地から南東に15キロメートルの距離にあり、バルセロナ都市圏に含まれる。バルセロナ側にはサン・ボイ・ダ・リュブラガートやバルセロナ＝エル・プラット空港のあるアル・プラ・ダ・リュブラガートがある。バルセロナと反対側にはガバやカステイダフェルスなどがある。自治体中心部は地中海から内陸に6キロメートル入った場所にあるが、自治体域南端部は地中海にも面している。近郊鉄道のセルカニアス バルセロナのR2号線にはビラダカンス駅があるが、自治体中心部からは1キロメートルほど離れている。

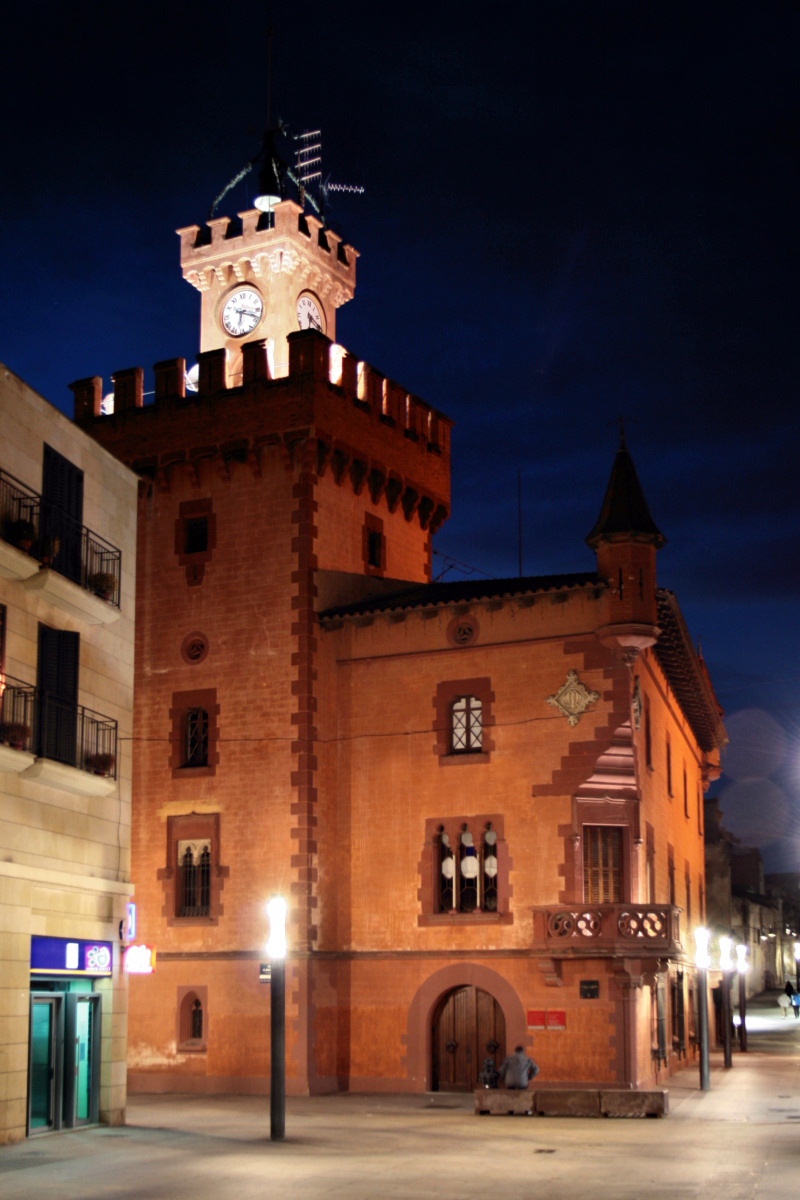
ビラダカンス市庁舎
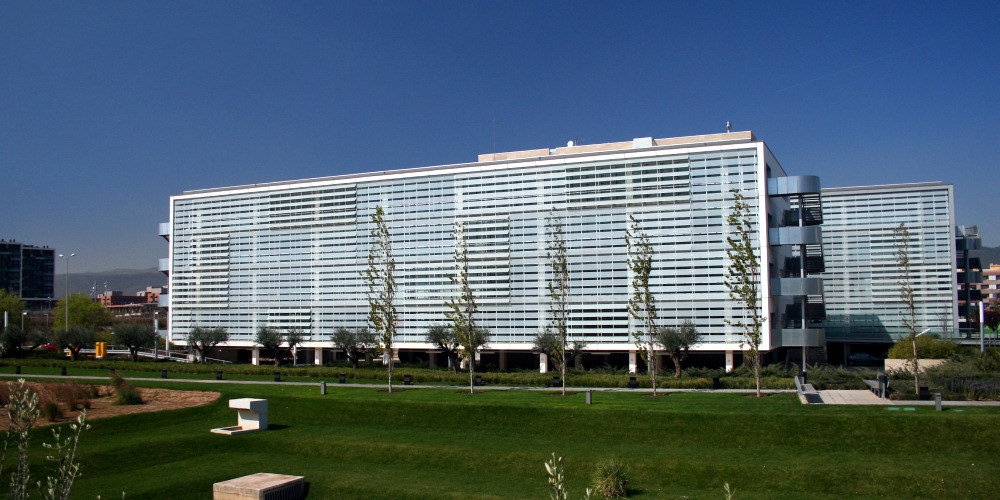
ビラダカンス・ビジネスパーク
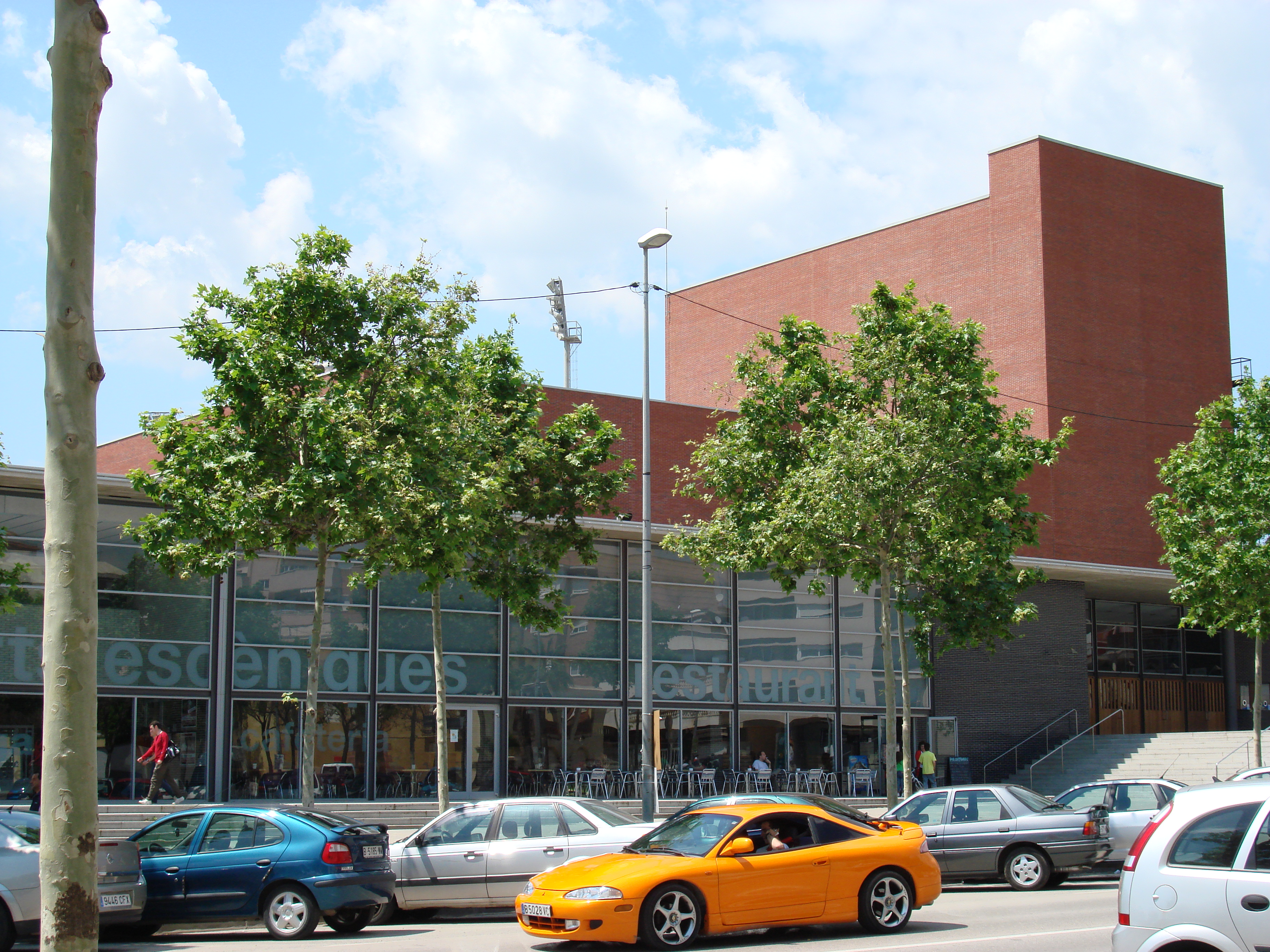
アトリウム・ビラダカンス

### 人口
| ビラダカンスの人口推移 1900－2017                       |
|                                                         |
| 出典:INE（スペイン国立統計局）1900年 - 1991年、1996年 - |

## 文化
ビラダカンスに本拠地を置く野球クラブにCBビラダカンスがあり、CBビラダカンスはディビシオン・デ・オノール・デ・ベイスボル（1部）に所属している。1982年シーズンから2002年シーズンまでディビシオン・デ・オノールで21連覇しており、それ以外の期間には一度も優勝していないが、21回の優勝はリーグ最多である。
1981年には陸上競技クラブとしてCAビラダカンスが設立された。CAビラダカンス出身者には、いずれも競歩選手のバレンティ・マッサナ（1993年世界選手権金メダル）、マリア・バスコ（シドニー五輪銅メダル）、ダビド・マルケス（2001年世界選手権5位）、ベアトリス・パスクアル（北京五輪6位）などがいる。

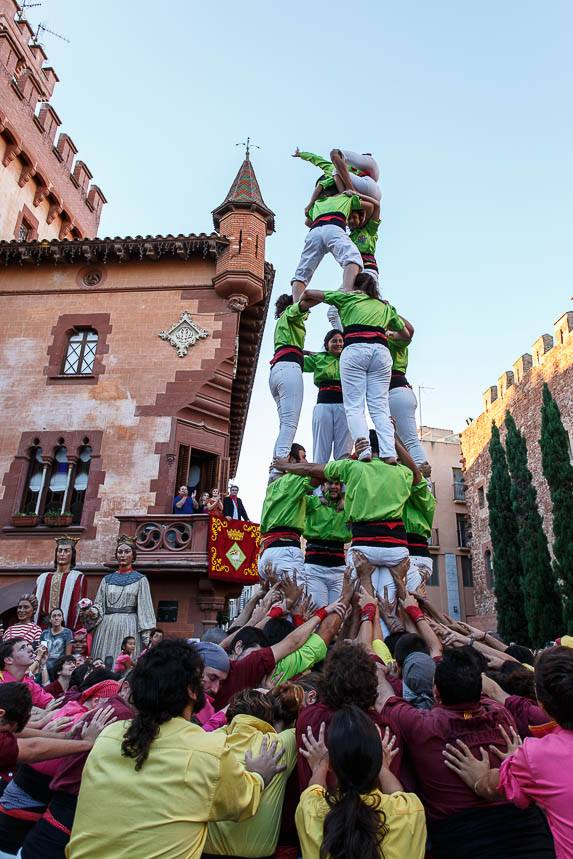
人間の塔
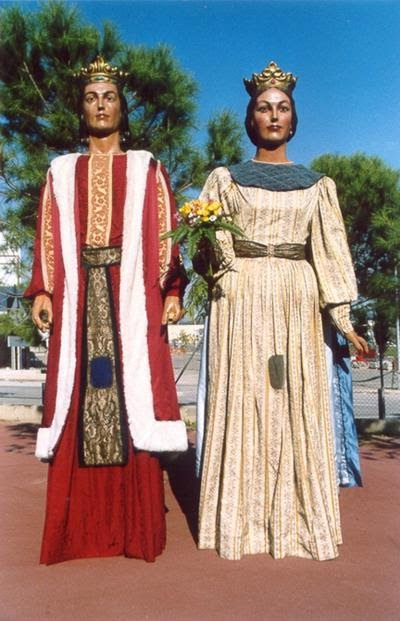
巨人と大頭

## 政治
| 任期      | 首長名                                           | 政党                               |
| --------- | ------------------------------------------------ | ---------------------------------- |
| 1979–1983 | Joan Masgrau                                     | カタルーニャ統一社会主義者党(PSUC) |
| 1983–1987 | Miguel García Fenosa(83) Jaume Montfort(83-87)   | カタルーニャ社会党(PSC-PSOE)       |
| 1987–1991 | Jaume Montfort                                   | カタルーニャ社会党(PSC-PSOE)       |
| 1991–1995 | Jaume Montfort                                   | カタルーニャ社会党(PSC-PSOE)       |
| 1995–1999 | Jaume Montfort                                   | カタルーニャ社会党(PSC-PSOE)       |
| 1999–2003 | Jaume Montfort                                   | カタルーニャ社会党(PSC-PSOE)       |
| 2003–2007 | Jaume Montfort(03-05) Carles Ruiz Novella(05-07) | カタルーニャ社会党(PSC-PSOE)       |
| 2007–2011 | Carles Ruiz Novella                              | カタルーニャ社会党(PSC-PSOE)       |
| 2011–2015 | Carles Ruiz Novella                              | カタルーニャ社会党(PSC-PSOE)       |
| 2015–2019 | Carles Ruiz Novella                              | カタルーニャ社会党(PSC-PSOE)       |
| 2019–2023 | n/d                                              | n/d                                |
| 2023–     | n/d                                              | n/d                                |

## 出身者
- ラモン・サバロ（英語版）(1910-1967) : サッカー選手。スペイン代表。
- エンリケ・コルテス・ペス（英語版）(1966-) : 野球選手。バルセロナ五輪に出場。
- バレンティ・マッサナ(1970-) : 競歩選手。1993年世界選手権金メダル。
- ロコミア（英語版） : 1990年代のエレクトロポップグループ。
- マリア・バスコ(1975-) : 競歩選手。シドニー五輪銅メダル。
- ベアトリス・パスクアル（英語版）(1982-) : 競歩選手。北京五輪6位。
- ヘルバシオ・デフェル(1980-) : 体操競技選手。オリンピックの跳馬で2大会連続金メダル。